# Le Syndrome du bocal

Le Syndrome du bocal est un livre de Claude Pinault publié chez Buchet-Chastel en avril 2009.

## Historique
Le 11 septembre 2005, Claude Pinault contracte un syndrome de Guillain-Barré subaigu de forme axonale très sévère.
Claude Pinault décrit dans ce livre son combat de quatorze mois contre le syndrome de Guillain Barré et la méthode qu'il a utilisée pour vaincre cette tétraplégie douloureuse.
Ce récit a reçu le prix Paroles de patients 2009,  le 17 novembre 2009 à Paris.